# Michael Jackson's Ghosts
Michael Jackson's Ghosts je krátký film k písním z alba Blood on the Dance Floor: HIStory in the Mix amerického zpěváka Michaela Jacksona. Jde o strašidelně laděný příběh, který ironicky, ale i humorně ukazuje jak lze poštvat dav proti někomu, koho příliš neznáme a komu nerozumíme. Jackson tím odkazuje na obvinění vznesená proti němu. Film byl uveden mimo soutěž na filmovém festivalu v Cannes v roce 1997. V roce 2002 byl zapsán do Guinnessovy knihy rekordů jako nejdelší videoklip v historii. O prvenství ho připravil v roce 2013 klip Pharrella Williamse k písni „Happy“ s délkou 24 hodin.